# Voivres-lès-le-Mans
Voivres-lès-le-Mans é uma comuna francesa na região administrativa do País do Loire, no departamento de Sarthe. Estende-se por uma área de 11.44 km². Em 2010 a comuna tinha 1 388 habitantes (densidade: 121,3 hab./km²).